# Fang de l'Edèn
Fang de l'Edèn o Cennet çamuru tatlısı (Dolç de fang de l'Edèn en turc) són unes postres de la cuina turca, fetes amb tel kadayıf (una pasta de bastonets fins tipus capelli d'angeli). Altres ingredients bàsics són gelat o kaymak, festucs, mantega, sucre, aigua i llimó.
Cennet çamuru és un dolç originari de Kilis, al sud de Turquia, i molt popular durant el Ramadà. Els "tatlıcı" (dolçaries) de Kilis n'envien a tot el país, especialment a les ciutats grans com Istanbul i Ankara.